# Sena y Marne
Sena y Marne (en francés, Seine-et-Marne) es un departamento francés de la región de Isla de Francia. Tiene una población estimada, en 2023, de 1 452 775 habitantes.
Debe su nombre a los ríos Sena y Marne. Su gentilicio en francés es Seine-et-Marnais.
Su capital (prefectura) es la ciudad de Melun.

## Geografía
El departamento de Sena y Marne constituye la mitad oriental de la región de Isla de Francia. Su superficie representa la mitad del territorio de la región.
Limita con los departamentos de Valle del Oise, Sena-Saint Denis, Valle del Marne y Essonne al oeste; Loiret y Yonne al sur; Aube y Marne al este, y Aisne y Oise al norte.
El departamento se extiende sobre varias regiones naturales, como Brie y Gâtinais.
El punto más alto del departamento es el monte Saint-Georges (215 m).
El Sena recoge finalmente todas las aguas de los diversos ríos del departamento y atraviesa 106 kilómetros de este último. Su principal afluente en Sena y Marne es el Marne, que extiende su curso sobre 100 km en el departamento. El Sena riega, en particular, Bray-sur-Seine, Montereau-Fault-Yonne y Melun; el Marne baña Meaux, Esbly y Lagny-sur-Marne. El Petit Morin, el Ourcq, el Grand Morin y el Beuvronne son afluentes del Marne. El Orvin, el Voulzie, el Yonne, el Loing y el Yerres desembocan en el Sena. 
Anteriormente eran muy numerosos los estanques y pantanos, pero a raíz de trabajos de drenaje realizados sobre todo en los siglos XIX y XX, estas zonas son actualmente más bien escasas.

## Demografía
Era un departamento muy rural en su origen, pero su población se ha triplicado en medio siglo debido al desarrollo de la aglomeración parisina y de la implantación de nuevas ciudades. 
En 2019, el INSEE describió Seine-et-Marne como un departamento residencial, citando la relación más baja entre empleo y número de trabajadores activos de Francia continental. Aunque todavía tiene más del 87% de su superficie ocupada por zonas naturales, forestales y agrícolas, el departamento está experimentando un proceso de urbanización masiva hacia el oeste que lo vincula cada vez más a la Gran Metrópoli de París (MGP).
Cabe señalar, sin embargo, que entre 1990 y 2010 la desaceleración del crecimiento demográfico en el departamento junto con el desarrollo de nuevas actividades económicas (plataforma del aeropuerto de Roissy, Parque Disneyland) llevaron a que este desequilibrio se redujera.
| 1801    | 1831    | 1841    | 1851    | 1856    | 1861      | 1866      |
| ------- | ------- | ------- | ------- | ------- | --------- | --------- |
| 299.160 | 323.893 | 333.311 | 345.076 | 341.382 | 352.312   | 354.400   |
| 1872    | 1876    | 1881    | 1886    | 1891    | 1896      | 1901      |
| 341.490 | 347.323 | 348.991 | 355.136 | 356.747 | 359.044   | 358.325   |
| 1906    | 1911    | 1921    | 1926    | 1931    | 1936      | 1946      |
| 361.939 | 363.561 | 349.234 | 380.017 | 406.108 | 409.311   | 407.137   |
| 1954    | 1962    | 1968    | 1975    | 1982    | 1990      | 1999      |
| 453.438 | 524.486 | 604.340 | 755.762 | 887.112 | 1.078.166 | 1.193.767 |

Las principales ciudades del departamento son (datos de 2007):
- Chelles: 51.035 habitantes.
- Meaux: 48.466 habitantes.
- Melun: 37.835 habitantes.
- Pontault-Combault: 34.733 habitantes.
- Savigny-le-Temple: 26.905 habitantes.
- Champs-sur-Marne: 24.333 habitantes.
- Villeparisis: 23.368 habitantes.
- Torcy: 22.117 habitantes.
- Roissy-en-Brie: 21.971 habitantes.
- Combs-la-Ville: 21.450 habitantes.
- Le Mée-sur-Seine: 20.844 habitantes.
- Dammarie-les-Lys: 20.526 habitantes.
- Lagny-sur-Marne: 20.401 habitantes.
- Ozoir-la-Ferrière: 20.202 habitantes.
- Bussy-Saint-Georges: 20.013 habitantes.

Las villes-nouvelles (ciudades-nuevas) de Marne-la-Vallée y Sénart se estructuran administrativamente en diferentes comunas cada una de ellas.

## Economía
Con el 56% de su territorio (330.000 hectáreas) dedicado a la explotación agrícola, Sena y Marne se diferencia de los otros departamentos de la región por el peso que tiene el sector, casi inexistente en otros departamentos claramente más urbanizados. Los principales cultivos son los de cereales (69%) y remolacha (10%).
El turismo es un sector creciente, y el departamento ha venido aumentando su número de plazas hoteleras.